# Explorer 1

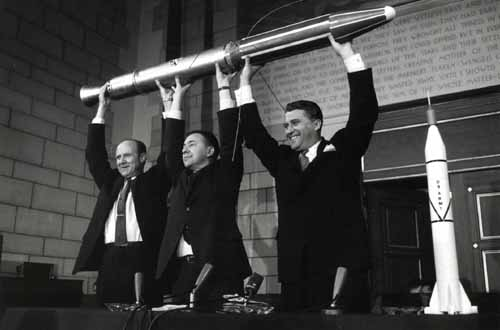
James Van Allen (al centre) amb una rèplica de lExplorer 1

L'Explorer 1, oficialment Satellite 1958 Alpha, va ser el primer satèl·lit artificial posat en òrbita terrestre pels Estats Units. Va ser llançat a les 10:48pm EST del 31 de gener (03:48 de l'1 de febrer en GMT), de 1958 des de Cap Canaveral a bord d'un coet Juno, en resposta al llançament de l'Spútnik per part de la Unió Soviètica quasi quatre mesos abans, començant així la carrera espacial.
La instrumentació de l'Explorer 1 havia estat dissenyada per un equip de científics dirigits per James Van Allen, i el satèl·lit va permetre descobrir els cinturons de radiació que envolten la Terra i porten el seu nom: Cinturons de Van Allen.

## Galeria

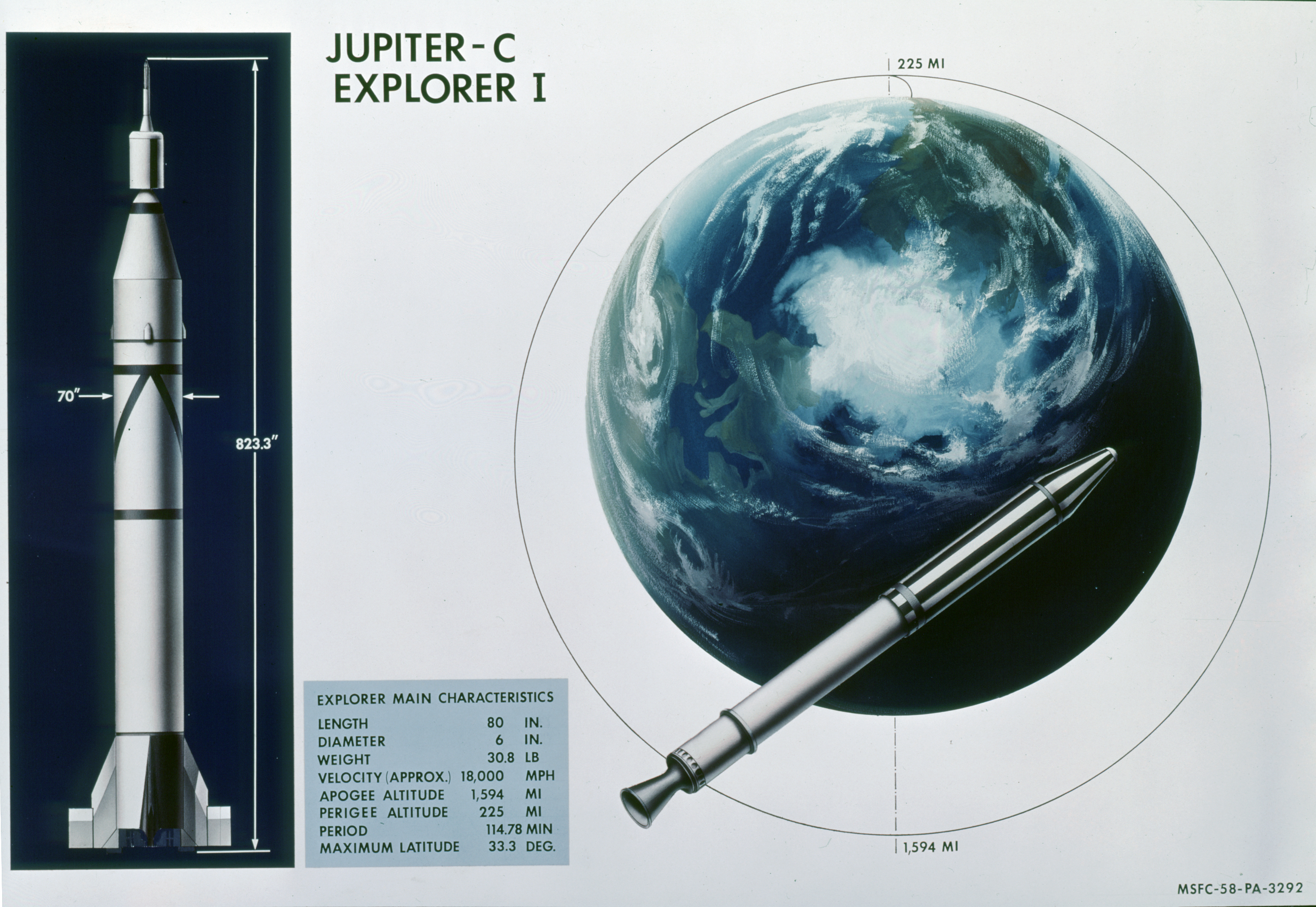
Estadístiques de l'Explorer 1 i diagrama orbital
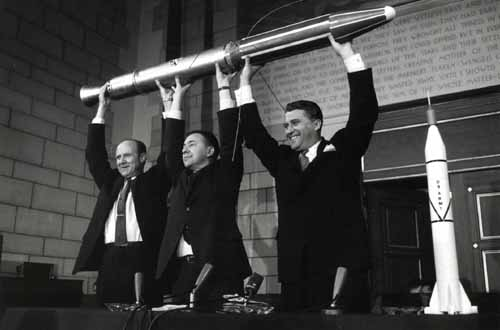
James Van Allen (al centre) amb una rèplica de l'Explorer 1
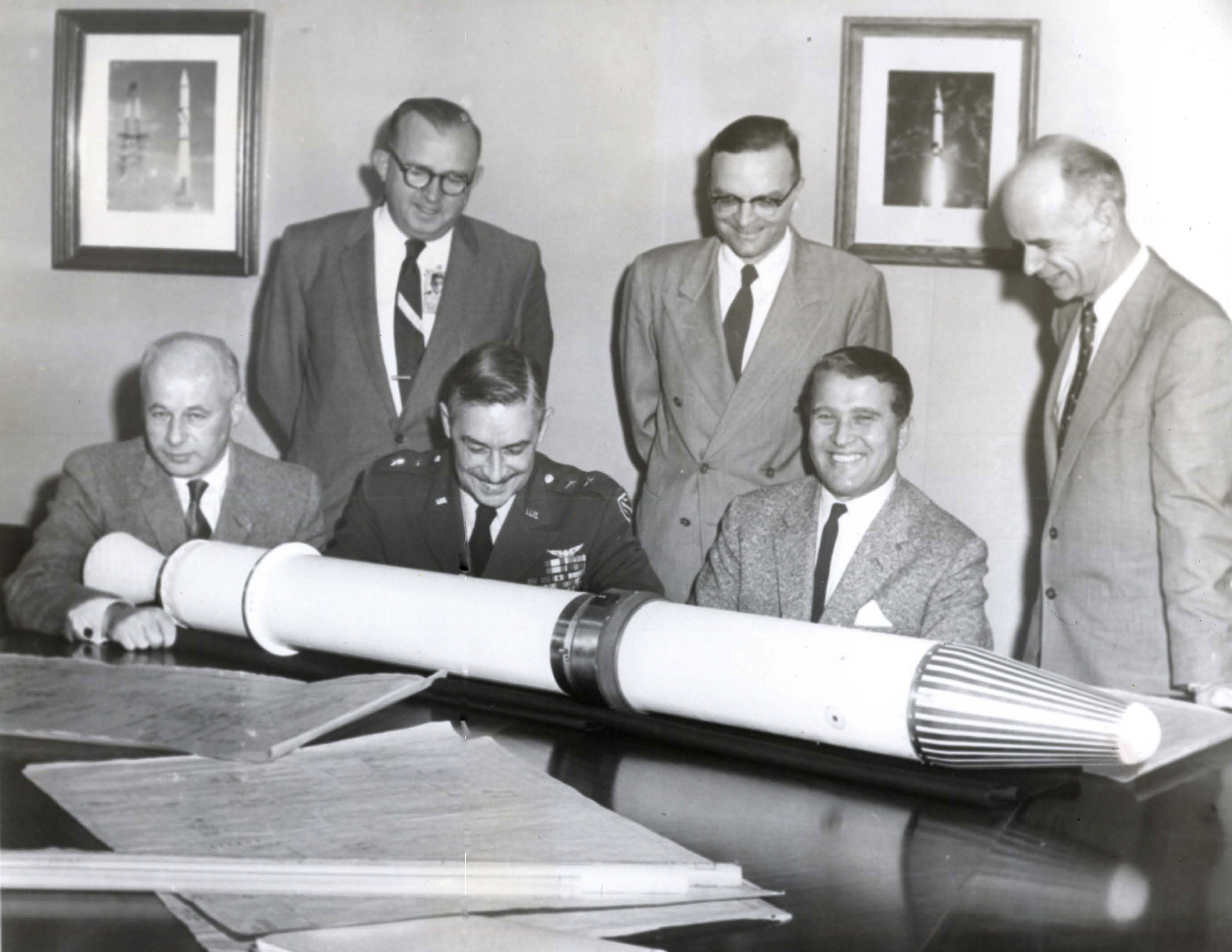
Oficials amb un maqueta a escala real de l'Explorer 1
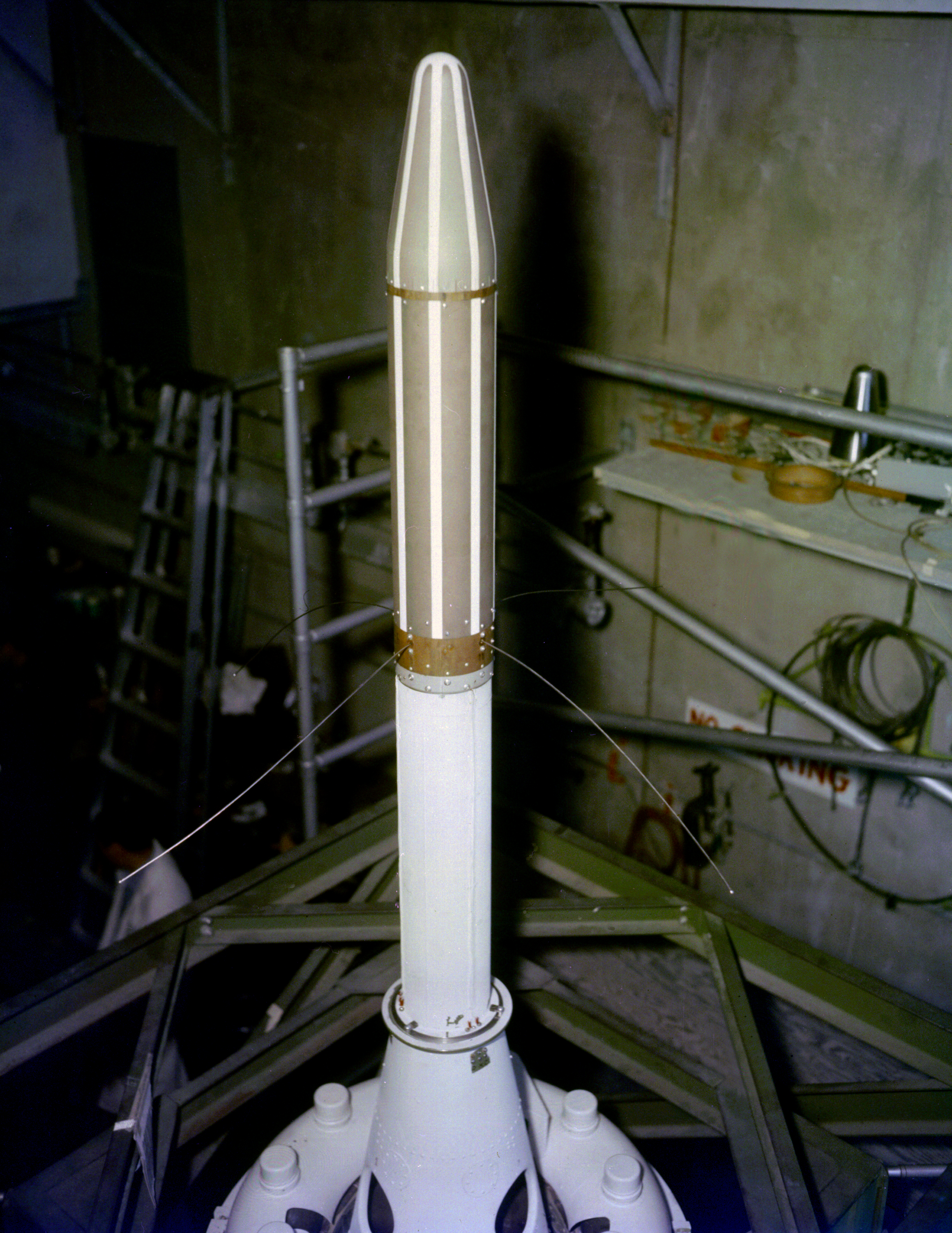
Explorer 1 acoblant-se al coet Juno I
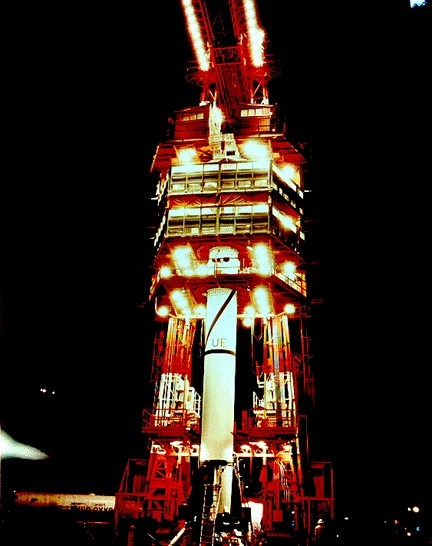
Explorer 1 i el coet Juno I
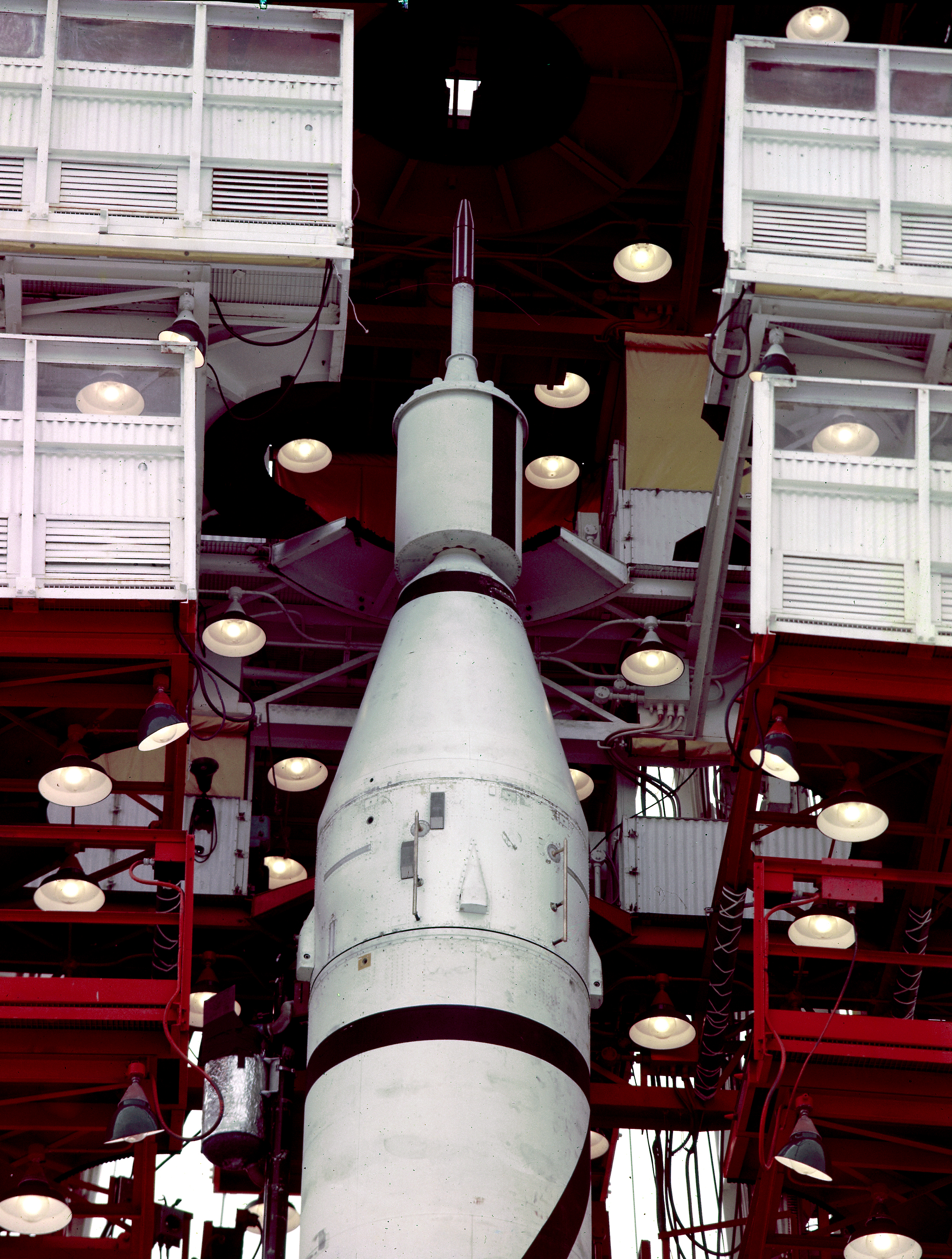
Primer pla del satèl·lit aritifical Explorer 1 al cim del coet propulsor
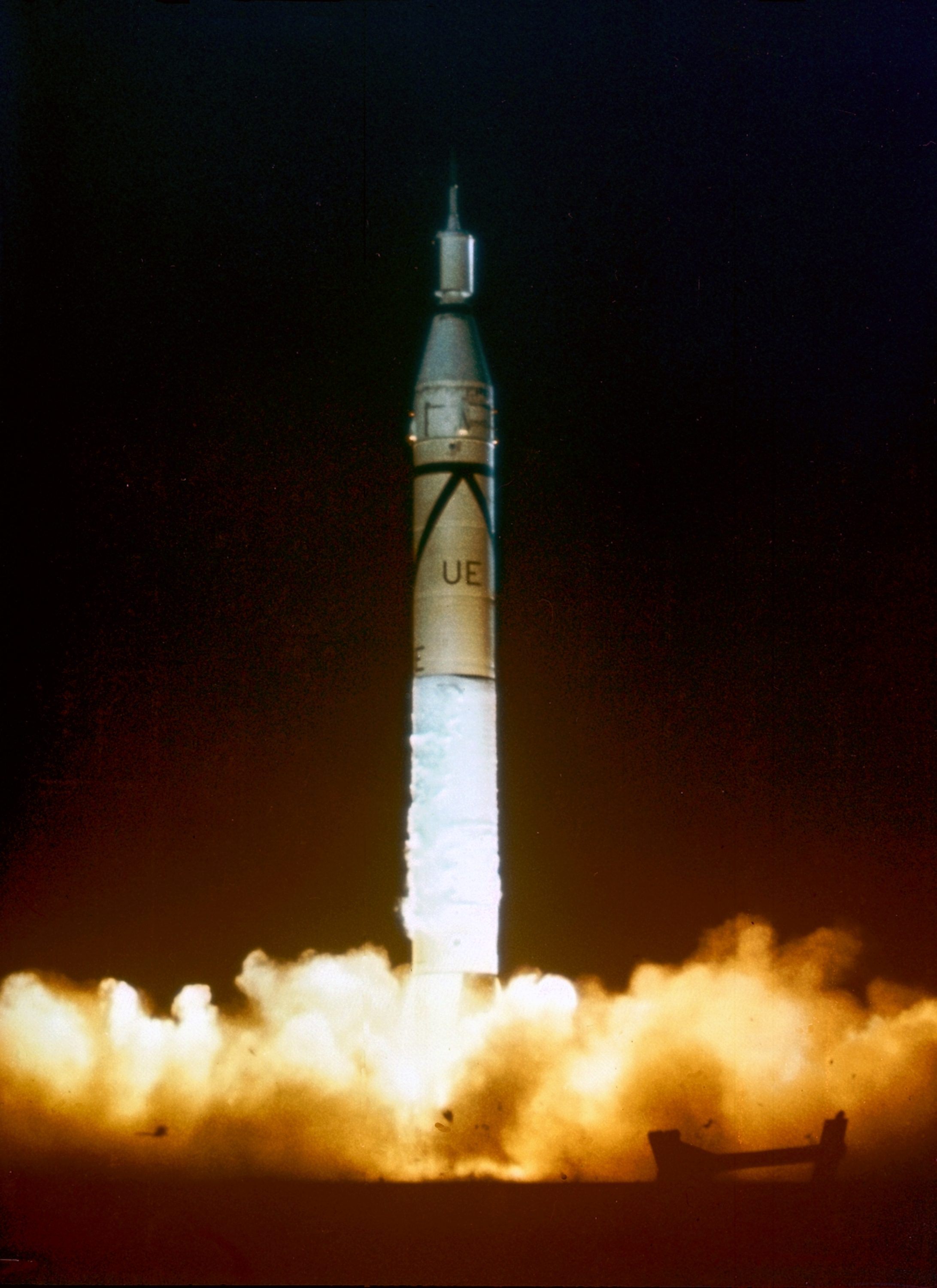
Llançament el 31 de gener de 1958
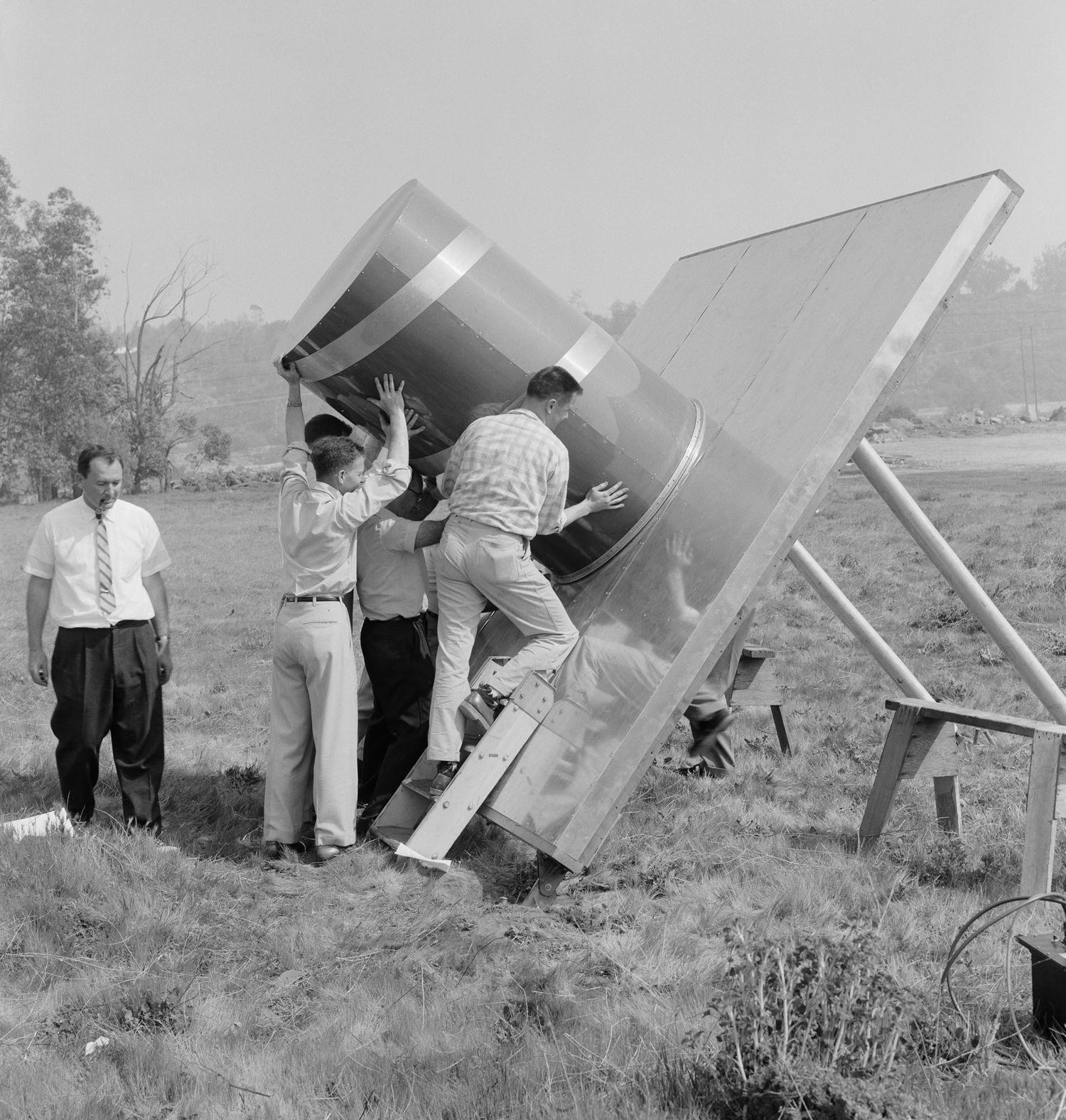
Tests de seguiment preliminars
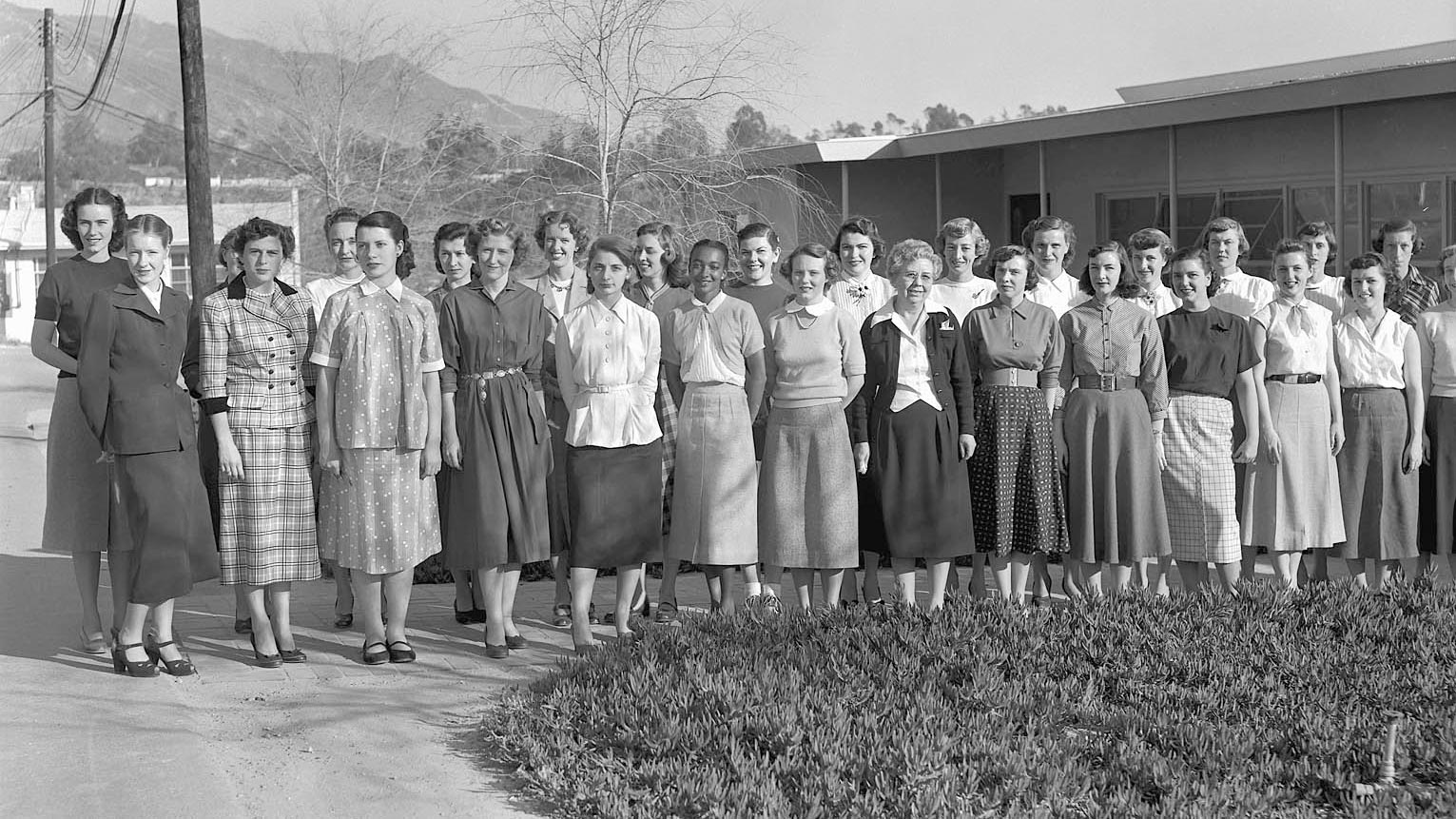
Càlculs de trajectòria realitzat a mà per un grup de tècniques.